# William Forster (Politiker, 1818)

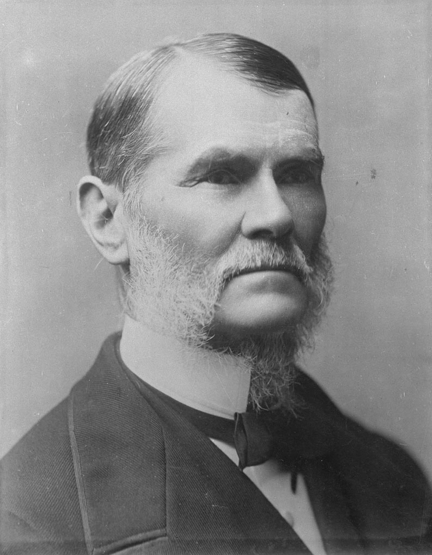
William Forster

William Forster (* 16. Oktober 1818 in Madras, Präsidentschaft Madras, Britisch-Indien; † 30. Oktober 1882 in Edgecliff, New South Wales) war ein australischer Politiker, der zwischen 1856 und seinem Tode 1882 26 Jahre lang Mitglied im Parlament von New South Wales sowie von 1859 bis 1860 Premier von New South Wales war. Zudem war er zwischen 1876 und 1879 als Agent-General for New South Wales Vertreter von New South Wales im Vereinigten Königreich. Er war zudem zu seiner Zeit ein bekannter Literaturkritiker, Satiriker, politischer Essayist, Dichter und verfasste regelmäßig Artikel für verschiedene Zeitungen.

## Leben
William Forster war der Sohn des Militärarztes der British Army Thomas Forster und dessen Ehefrau Eliza Blaxland, Tochter von Gregory Blaxland aus New South Wales. Aufgrund der Versetzungen seines Vaters zog die Familie 1822 zunächst nach Wales sowie 1825 nach Irland, wo er die Schule von Reverend J. Crawford in Donnybrook besuchte. Nachdem die Familie 1829 nach New South Wales gezogen war, besuchte er zunächst die von William Timothy Cape geleitete Cape’s School, die mehrere Premiers absolvierten, sowie daraufhin The King’s School. Er begleitete eine der ersten Überlandexpeditionen nach Port Phillip an der Südküste Australiens, an der das 1835 gegründete Melbourne liegt. Er begann ab 1839 mit dem Kauf von Ländereien, besetzte aber auch als sogenannter „Squatter“ ohne Rechtstitel unbebautes Land, und besaß 1840 eine Station in der Nähe von Port Macquarie und ein Grundstück am Clarence River. Er war zwischen 1842 und 1849 ferner als Friedensrichter (Justice of the Peace) tätig. Er erwarb 1848 weitere Ländereien im Distrikt New England und leistete zwischen 1849 und 1854 Pionierarbeit in den Distrikten Burnett und Wide Bay in Queensland.
Am 5. April 1856 wurde Forster erstmals Mitglied im Parlament von New South Wales und vertrat in der Legislativversammlung (New South Wales Legislative Assembly) vom 5. April 1856 bis zum 11. April 1859 zunächst den Wahlkreis United Counties of Murray and St. Vincent. Er gehörte der Legislativversammlung mehr als 26 Jahre lang bis zu seinem Tode am 30. Oktober 1882 an und vertrat in dieser Zeit die Wahlkreise Queanbeyan (17. Juni 1859 bis 10. November 1860 sowie 23. Dezember 1869 bis 3. Februar 1872), East Sidney (29. Mai 1861 bis 10. November 1864), Hastings (15. Dezember 1864 bis 15. November 1869), Illawarra (29. Februar 1872 bis 28. November 1874), Murrumbidgee (2. Januar 1875 bis 4. Februar 1876) sowie zuletzt zwischen dem 30. November 1880 und dem 30. Oktober 1882 den Wahlkreis Gundagai.
William Forster übernahm am 27. Oktober 1859 als Nachfolger von Charles Cowper den Posten als Premier von New South Wales und bekleidete dieses Amt bis zum 8. März 1860, woraufhin John Robertson ihn ablöste. In seinem Kabinett bekleidete er zwischen dem 27. Oktober 1859 und dem 8. März 1860 auch das Amt des Kolonialsekretärs (Colonial Secretary). Das Amt des Kolonialsekretärs hatte er vom 16. Oktober 1863 bis zum 2. Februar 1865 auch im Kabinett von Premier James Martin. Als er sich 1867 aus der aktiven Kontrolle über seine Immobilien zurückzog, besaß er immer noch rund 80.000 Acres in Queensland. Im zweiten Kabinett von Premier John Robertson übernahm er zwischen dem 27. Oktober 1868 und dem 14. April 1870 das Amt als Sekretär für Ländereien (Secretary for Lands) und fungierte vom 9. Februar 1875 bis zum 7. Februar 1876 als Schatzminister (Colonial Treasurer) im dritten Kabinett von Premier Robertson.
Nach dem Tode von Sir Charles Cowper am 19. Oktober 1875 übernahm Forster 1876 das Amt als Agent-General for New South Wales und war in dieser Funktion bis zu seiner Ablösung durch Alexander Stuart 1879 Vertreter von New South Wales im Vereinigten Königreich. Er war zwei Mal verheiratet und heiratete am 8. April 1846 in Parramatta Eliza Jane Wall, Tochter von Oberst Charles William Wall, mit der zwei Söhne und sechs Töchter hatte. Aus seiner zweiten am 8. November 1873 in Armidale geschlossenen Ehe mit Maud Julia Edwards drei weitere Söhne sowie zwei Töchter hervor. Bei seinem Tode hinterließ er ein Vermögen von rund 30.000 Pfund.

## Veröffentlichungen
William Forster verfasste regelmäßig Artikel für Zeitungen wie The Atlas, The Empire, The Southern Cross und war zu seiner Zeit ein bekannter Literaturkritiker, Satiriker, politischer Essayist, Dichter. Er schrieb zudem mehrere Bücher wie zum Beispiel:
- The Weir-Wolf. A tragedy, 1876
- The Brothers. A drama, 1877
- Political Presentments, 1878
- Midas, 1884

## Hintergrundliteratur
- David Clune, Ken Turner (Hrsg.): The Premiers of New South Wales. Volume 1: 1856–1901, The Federation Press, Sydney 2006
- G. B. Barton: The Poets and Prose Writers of New South Wales, Sydney 1866